# Truncatoflabellum arcuatum
Espèce
Statut CITES
Truncatoflabellum arcuatum est une espèce de coraux appartenant à la famille des Flabellidae.